# Fundamento de Esperanto
Il Fundamento de Esperanto (in italiano "Fondamento dell'esperanto") è un libro di L.L. Zamenhof, pubblicato nella primavera del 1905 e ufficializzato il 9 agosto 1905 come quarto articolo della Dichiarazione di Boulogne al primo congresso mondiale di esperanto tenutosi a Boulogne-sur-Mer, in Francia. Viene considerata l'unica autorità obbligatoria nei confronti dell'esperanto ed è per questo immutabile.
Il Fundamento comprende quattro parti: una prefazione (Antaŭparolo), una grammatica (Gramatiko), una collezione di esercizi (Ekzercaro) e un "dizionario universale" (Universala Vortaro). Ad eccezione della prefazione, quasi tutto nel Fundamento proviene direttamente dai lavori iniziali di Zamenhof.
Simile al Fundamento sono le "aggiunte ufficiali" (Oficialaj Aldonoj). Ad oggi ci sono state otto aggiunte ufficiali. La prefazione del Fundamento recita:
La grammatica e le varie sezioni del dizionario del Fundamento sono scritte in cinque lingue: francese, inglese, tedesco, russo e polacco.